# Síncope (música)
En música, una síncope és l'efecte produït per la prolongació del so d'una nota ubicada en la part dèbil o semiforta d'un compàs sobre una altra d'intensitat igual o major. La síncope és utilitzada ocasionalment en molts gèneres musicals, i és part fonamental del ritme en estils com el jazz i la música afroamericana. És també part de la majoria de la música contemporània, sovint interpretada mitjançant l'accentuació del segon temps (i quart, si el compàs és de quatre temps) en instruments de base rítmica o harmònica (baix, bateria).

## Escriptura
Una síncope pot ser interpretada de diverses maneres, i sonar de manera diferent segons com està escrita i segons l'instrument que l'executa.
- Pot estar escrita utilitzant figures que transcendeixin sobre la part forta de la frase:

- Pot estar escrita amb silencis; en cas que l'instrument que executa el ritme no produeixi sons prolongats, se sentirà el mateix que escrit amb figures:

- En cas que l'instrument no produeixi sons prolongats, s'obtindria el mateix ritme executant la síncope escrita amb lligadures:

- Pot estar escrita amb figures diferents de negra i corxera, com a semicorxera, fusa, figures de valors irregulars (treset, cinquet, septet), i no necessàriament prolongar la durada del so sobre el temps fort del compàs. Una de les formes més comunes de crear una síncope en aquests casos és silenciar la resolució en temps d'un conjunt de figures: